# KBS 뉴스 (1000)
《KBS 뉴스 (1000)》(KBS NEWS (1000))는 KBS 1TV에서 1997년 10월 26일부터 1999년 4월 25일 까지, 1999년 10월 24일부터 2002년 10월 27일 방송되었던 매주 일요일 오전 10시에 방송되었던 한국방송공사의 일요일 아침 뉴스 프로그램이다.

## 개요
- 주요 뉴스의 속보성으로 신속하게 전하여 휴일에 방송된 KBS의 일요일 아침 뉴스 프로그램이다.
- 방송 상의 명칭은 KBS 뉴스와 인터넷 홈페이지 타이틀 명인 KBS 뉴스(1TV),KBS 1TV 뉴스로 부르며, 정식 타이틀 명인 휴일 오전 10시 KBS 뉴스로 부른다.

## 방송 시간
| 방송 채널 | 방송 기간                          | 방송 시간                         | 방송 분량 | 비고 |
| --------- | ---------------------------------- | --------------------------------- | --------- | ---- |
| KBS 1TV   | 1997년 10월 26일 ~ 1999년 4월 25일 | 매주 일요일 오전 10시 ~ 10시 10분 | 10분      |      |
| KBS 1TV   | 1999년 10월 24일 ~ 2000년 4월 30일 | 매주 일요일 오전 10시 ~ 10시 10분 | 10분      |      |
| KBS 1TV   | 2000년 5월 7일 ~ 2002년 10월 27일  | 매주 일요일 오전 10시 ~ 10시 15분 | 15분      |      |

## 역대 앵커
| 대수 | 진행자                     | 진행 기간                           | 비고 |
| ---- | -------------------------- | ----------------------------------- | ---- |
| 1대  | 강성곤 아나운서실 편성위원 | 2000년 5월 7일 ~ 2001년 11월 4일    |      |
| 2대  | 김흥수 前 아나운서         | 2001년 11월 11일 ~ 2002년 10월 27일 |      |

## 수화통역사
- 이정섭 수화통역사

## 관련 프로그램
- KBS 930 뉴스 (KBS 1TV)
- KBS 뉴스 (주말) (KBS 1TV)
- KBS 뉴스특보 (불시 편성) (KBS 1TV)
- KBS 뉴스타임 일요일 (종영) (KBS 2TV)